# Pseudomalaxis zanclaeus
Pseudomalaxis zanclaeus är en snäckart som först beskrevs av Philippi 1844.  Pseudomalaxis zanclaeus ingår i släktet Pseudomalaxis och familjen Architectonicidae. Inga underarter finns listade i Catalogue of Life.